# Óengus mac Nad Froích
Óengus mac Nad Froích (430 - 489/490) foi um Eóganachta e o primeiro rei de Munster cristão. 

## Biografia
Óengus nasceu em 430, filho de Nad Froích mac Cuirc e de Faochan, uma princesa britânica. Geoffrey Keating estima que seu reino teria durado 36 anos, o que o faz rei tão cedo quanto em 453. Foi batizado em Cashel pelo próprio São Patrício, em seu próprio sangue, no que o santo atravessou seu báculo no pé do rei. O rei tornou-se extremamente devoto, rodeando-se de clérigos. Em 489 segundo os Anais dos Quatro Mestres, mas 490, segundo os Anais de Ulster, foi morto na Batalha de Cen Losnada, em Mag Fea (provavelmente na atual baronia de Forth, no Condado de Carlow) contra Iollann mac Dunlaing. Os Anais dos Quatro Mestres chamam-no "louvável" e "árvore florescente de ouro".